# Cadaveria
Cadaveria este o formație extreme metal italiană, fomdată în 2001.
Torinezii au lansat până în prezent patru albume: "The Shadows' Madame" (2002), "Far Away From Conformity" (2004), "In Your Blood" (2007) și Horror Metal (2012) și în prezent se află sub contract cu casa franceză de discuri Season of Mist.

## Gen
Stilul formației include elemente de thrash, death, black, gothic și symphonic metal.

## Discografie

### Albume de tudio
- The Shadows' Madame - (2002)
- Far Away from Conformity - (2004)
- In Your Blood - (2007)
- Horror Metal - (2012)[3]

## Clipuri video
- Spell
- Anagram
- The Dream
- Flowers in Fire
- Death Vision

## Componența
Membri actuali
- Cadaveria - Voce
- Frank Booth - chitară
- Killer Bob - bas
- Marcelo Santos - tobe
- Dick Laurent - chitară

Foști membri
- Baron Harkonnen - clape (2001–2003)